# Midong
| Uigurische Bezeichnung          | Uigurische Bezeichnung |
| ------------------------------- | ---------------------- |
| Arabisch-Persisch (Kona Yeziⱪ): | میدونگ رايونى          |
| Lateinisch (Yengi Yeziⱪ):       | Midong Rayoni          |
| Chinesische Bezeichnung         |                        |
| Langzeichen:                    | 米东区                 |
| Umschrift in Pinyin:            | Mǐdōng Qū              |

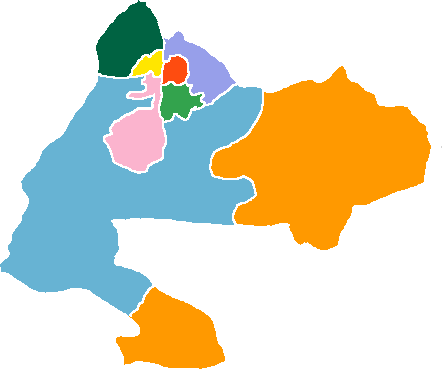
Lage von Midong im Gebiet der Stadt Ürümqi

Midong (chinesisch 米东区, Pinyin Mǐdōng Qū; uigurisch میدونگ رايونى Midong Rayoni) ist ein Stadtbezirk der bezirksfreien Stadt Ürümqi im Uigurischen Autonomen Gebiet Xinjiang der Volksrepublik China. Er hat eine Fläche von 3.407,42 km² und zählt 333.676 Einwohner (Stand: Zensus 2010).
Der Stadtbezirk ist 2007 aus dem Zusammenschluss des Stadtbezirks Dongshan (东山区, 244 km², 100.000 Einwohner) und der kreisfreien Stadt Miquan (米泉市, 3315 km², 182.848 Einwohner) hervorgegangen.

## Administrative Gliederung
Midong setzt sich auf Gemeindeebene aus sechs Straßenvierteln, fünf Großgemeinden, einer Gemeinde und einer Nationalitätengemeinde zusammen. Diese sind:
- Straßenviertel Dipang (地磅街道)
- Straßenviertel Gumudi Donglu (古牧地东路街道)
- Straßenviertel Gumudi Xilu (古牧地西路街道)
- Straßenviertel Qiaziwan (卡子湾街道)
- Straßenviertel Shihua (石化街道)
- Straßenviertel Youhaolu (友好路街道)
- Großgemeinde Changshanzi (长山子镇)
- Großgemeinde Gumudi (古牧地镇)
- Großgemeinde Sandaoba (三道坝镇)
- Großgemeinde Tiechanggou (铁厂沟镇)
- Großgemeinde Yangmaogong (羊毛工镇)
- Gemeinde Lucaogou (芦草沟乡)
- Gemeinde Baiyanghe der Kasachen (柏杨河哈萨克族乡)